# يزيد أتوبا
يزيد أتوبا (بالفرنسية: Yazid Atouba) (2 يناير 1993 بياوندي في الكاميرون - ) هو لاعب كرة قدم كاميروني في مركز الوسط. شارك مع منتخب الكاميرون تحت 20 سنة لكرة القدم. أما مع النوادي، فقد لعب مع شيكاغو فاير ونادي القطن.

## وصلات خارجية
- يزيد أتوبا على موقع الدوري الأمريكي (الإنجليزية)
- يزيد أتوبا على موقع قاعدة بيانات كرة القدم.إي يو (الإنجليزية)
- يزيد أتوبا على موقع ناشيونال فوتبول تيمز (الإنجليزية)
- يزيد أتوبا على موقع Soccerway.com (الإنجليزية)